# Simon Papa Tara
Singles de Yannick Noah
La Voix des sages (No More Fighting)
(2001)
Simon Papa Tara est une chanson écrite, composée par J.Kapler (pseudonyme de Robert Goldman) et interprétée par Yannick Noah en hommage à son grand-père Simon Noah Bikié. Issue de l'album intitulé Yannick Noah, elle sort en single le 22 août 2000.